# SFRS12
SFRS12‏ (Splicing regulatory glutamic acid and lysine rich protein 1) هوَ بروتين يُشَفر بواسطة جين SFRS12 في الإنسان.